# Kazuyuki Sogabe
Kazuyuki Sogabe (曽我部 和恭) (Prefettura di Chiba, 16 aprile 1948 – 17 settembre 2006) è stato un attore e doppiatore giapponese.
Sogabe si era ufficialmente ritirato dal doppiaggio il 31 dicembre 2000, essendosi reso conto che la propria voce si era indebolita. Dopo il suo ritiro, molti dei ruoli che interpretava sono stati "ereditati" dai doppiatori Tetsu Inada e Ryōtarō Okiayu. Sogabe è morto all'età di cinquantotto anni il 17 settembre 2006 alle ore 20:00 circa per un cancro esofageo, che gli era stato diagnosticato due mesi prima.

## Ruoli interpretati

### Serie anime
- Hurricane Polimar (Takeshi Yoroi/Hurricane Polimar)
- Una per tutte, tutte per una (Anthony)
- Anna dai capelli rossi (Minister Alan)
- Mila e Shiro - Due cuori nella pallavolo (Shingo Mitamura)
- Anmitsu Hime (Kuni)
- Future Police Urashiman (Young Führer)
- Mobile Suit Gundam (Maggiore Wakkein)
- Shin Chan (James)
- Dokaben (Live Announcer)
- Aura Battler Dunbine (Bishot Hate)
- Boku Patalliro! (Jack Bancoran)
- Sailor Moon (Kunzite)
- I Cavalieri dello zodiaco (Gemini e Kanon)
- Fang of the Sun Dougram (J. Locke)
- Turn A Gundam (Miran Rex)
- Chibi Maruko-chan (Yamazaki)
- Vultus V (Ippei Mine)
- General Daimos (Kyoushirou Yuuzuki)
- Dragon Ball Z (Kaioshin del Sud)
- Dragon Ball GT (Lezik, Dottor Mieu)
- Marco (Tonio Rossi)
- Ken il guerriero (Hyūi)
- The King of Braves GaoGaiGar (Minoru Inubōzaki)
- Yu Yu Hakusho (Suzuki)
- Lost Universe (Gorunova)
- One Piece (Ben Beckman, Silvers Rayleigh (ep. 8))

### OAV
- Vampire Hunter D (Rei Ginsei)
- Legend of the Galactic Heroes (Christian)
- Genocyber (Grimson Rockwell)
- Bubblegum Crisis (Largo)

### Film d'animazione
- Le ali di Honneamise (Marty)
- Crusher Joe (Kirī)
- Mobile Suit Gundam (Maggiore Wakkein)
- Mobile Suit Gundam: Char's Counterattack (Lyle)
- Cyborg - I nove supermagnifici (Cyborg 008)
- Dragon Ball Z: I tre Super Saiyan (Androide nº 13)

### Videogiochi
- Bokan Desu yo (Yattodetaman)
- Bokan GoGoGo (Yattodetaman)
- Metal Gear Solid (Psycho Mantis)
- Metal Gear Solid 4: Guns of the Patriots (Psycho Mantis)
- Super Robot Wars Alpha (Ippei Mine, Bishot Hatta)
- Super Robot Wars Alpha Gaiden (Ippei Mine)
- Super Robot Wars Alpha 2 (Ippei Mine)
- Super Robot Wars Alpha 3 (Ippei Mine)
- Super Robot Wars A Portable (Ippei Mine)
- Super Robot Wars 30 (Ippei Mine)
- Tatsunoko Fight (Hurricane Polymar)
- The Space Adventure (Vigaro)